# 巴利米納區
巴利米納區 （Ballymena Borough Council；愛爾蘭語：Comhairle Baile an Bhaile Meánaigh）是北愛爾蘭的一個區，位於北愛東北部。面積632平方公里，2006年人口 61,400人。區行政中心為巴利米納。